# Erkenntnis
Erkenntnis — науковий журнал з філософії, де публікуються роботи у традиції аналітичної філософії. Назва походить від німецького слова «пізнання».

## Перше видання
Коли 1930 року Ганс Райхенбах і Рудольф Карнап перебрали обов'язки редакторів журналу Annales der Philosophie, вони перейменували його на Erkenntnis, і під цією назвою журнал публікувався у 1930—1938-х роках. Видавався Товариством емпіричної філософії (нім. Gesellschaft für Empirische Philosophie, також було відоме як Берлінський гурток) і «Гуртком Ернста Маха», Відень. У першому випуску Райхенбах зазначив, що в результаті діяльності журналу редактори сподіваються на краще розуміння природи людського знання, шляхом аналізу процедур і результатів різних наукових дисциплін, а також сподіваються піднести філософію до рівня «об'єктивного знання». Останній примірник першої серії, том 8 № 1, був опублікований 1939 року під назвою The Journal of Unified Science (Erkenntnis) (1939—1940), його асоціативними редакторами[що це?] були Філіпп Франк, Йорґен Йорґенсен, Чарльз Морріс, Отто Нойрат і фр. Louis Rougier. З початком Другої світової війни публікації припинилися.

## Друге видання
1975 року журнал було «перевідкрито», ініціаторами стали Вільгельм Есслер, Карл Гемпель і Вольфґанґ Стеґмюллер. Станом на 2018 рік редактори журналу — Ганнес Ляйтґеб, Ганс Ротт і Вольфґанґ Шпон.